# 角川スニーカー・G文庫
角川スニーカー・G文庫（かどかわスニーカー・ジーぶんこ）は、角川書店（現：KADOKAWA）から刊行されていた文庫のレーベル名の一つである。角川書店によるテーブルトークRPG(TRPG）関係の書籍を出版するレーベルで1994年に創刊した。
TRPGの文庫版ルールブックやサプリメント、リプレイ、ガイドブック（「○○がよく分かる本」シリーズ）などがこのレーベルに所属する。レーベル創刊前にもロードス島戦記のリプレイや、ガープスの初期のシリーズなどいくつかのTRPG関係の文庫書籍は角川スニーカー文庫で出版されていたのだが、角川スニーカーG文庫の創刊と同時にそれらは全てスニーカー・G文庫で再版されている。
『ロードス島戦記』『妖魔夜行』『ルナルサーガ』などTRPGに深い関わりがあっても純粋な小説作品であるものについては、角川スニーカー・G文庫創刊後も角川スニーカー文庫で刊行されている。
母体雑誌になっていたのは角川書店のTRPG情報誌「コンプRPG」およびその後継誌である「ゲームクエスト」であったが、1997年の同誌休刊とともに本レーベルも停止されてしまっている。角川書店のもっていたTRPG関係のコンテンツの多くは富士見書房に移行されたため、角川スニーカー・G文庫で出ていたリプレイの続編などは現在でも富士見ドラゴンブックで続いているものもある。
また、少数ではあるがTRPG関係以外でもコンピュータゲームや読者参加企画に関するガイドブックやエッセイ本もこのレーベルから出版されている。

## 角川スニーカー・G文庫でサポートされたTRPG
- ガープス - レーベル停止後は、出版権は富士見書房へ移行
  - 妖魔夜行
  - ルナル・サーガ
  - リング★ドリーム
  - コクーン・ワールド
- ハイパートンネルズ&トロールズ　（社会思想社から出版が移行した）
- ロードス島RPG
- ベルファール魔法学園